# Río Nemdá
El río Nemdá (en ruso: Немда́; en mari: Немде, Лемде) es un río de la república de Mari-El y del óblast de Kírov, en Rusia, afluente por la derecha del río Pizhma, que es tributario del Viatka, lo que le incorpora a la cuenca hidrográfica del Volga.
Tiene una longitud de 162 km y una cuenca de 3.780 km². El caudal medio es de  6 m³/s. Permanece bajo los hielos desde mediados de noviembre a la segunda mitad de abril. Es de régimen principalmente nival.
Los principales afluentes son el Nemdezh (izquierda), el Tolman (izquierda), el Shuksha (izquierda), el Gremechka (derecha), el Shishurka (izquierda), el Konga (izquierda), el Suria (derecha), el Lazh (derecha), el Kurba (izquierda), el Kichminka (izquierda), el Oriushka (izquierda), el Chucha (izquierda) y el Ruika (derecha).
En las orillas del Nemdá se encuentran unos afloramientos rocosos del período pérmico, conocidos como "утёсы на Немде", que son una tracción turística natural.